# Преброяване на населението в Република Македония (2011)
Преброяването в Република Македония през 2011 година е предвидено да се проведе между 1 – 15 октомври същата година, но поради възникнало напрежение е отменено на 10 октомври, когато комисията по преброяването подава колективна оставка.
Подготовката за преброяването започва през 2008 година, като тогава се е предвиждало да започне на 1 април 2011 година, но поради предсрочните избори за ново правителство на Република Македония е насрочено за по-късна дата. На 30 септември 2011 година председателят на комисията по преброяването Весна Яневска и подпредседателят Беджети подават оставки, а на тяхно място са назначени Слободанка Гиевска и Буяр Османи. За преброяването са заделени 15 млн. евро, които да покрият всички разходи. Още на 2 октомври 2011 година, ден след началото на преброяването, се създава напрежение в Република Македония, което довежда до отменянето на преброяването. Една от причините за това са подготвяни фалшификации за увеличаване на броя на албанското население в страната.